# Hardrock Gunter
Hardrock Gunter (* 27. Februar 1925 in Birmingham, Alabama als Sidney Louis Gunter, Jr.; † 15. März 2013) war ein US-amerikanischer Country- und Rockabilly-Sänger. Auch wenn er nicht, wie einige andere Rockabilly-Pioniere, große Popularität erreichte, gilt er heute doch als einer der stilprägenden Musiker der Country- und Rockabilly-Musik.

## Leben

### Kindheit und Jugend
Hardrock Gunter wuchs in Birmingham, Alabama auf. Zum Ursprung seines „Spitznamen“ gibt es unterschiedliche Angaben. Eine Geschichte besagt, dass er die Bezeichnung „Hardrock“ erhielt, als eine Motorhaube durch einen unglücklichen Umstand auf seinen Kopf fiel, dieser Vorfall jedoch kaum Schaden anrichtete. Daher sagten seine Freunde, sein Kopf müsse hart wie ein Fels (englisch „rock“) sein. Andere Quellen geben an, dass Gunter in den 1930er Jahren ein Minenarbeiter war, die wegen ihrer harten Arbeit üblicherweise als "Hardrockers" bezeichnet wurden.
Mit 13 Jahren gründete er seine erste Band, die Hoot Owl Ramblers. Eines seiner frühen Idole war der Country-Sänger Hank Penny.

### Karriere
1939 wurde er Mitglied in der Band Happy Wilson and his Golden River Boys. Nachdem er und die anderen Mitglieder während des Zweiten Weltkrieges zur Armee eingezogen wurde, gründete er 1946 die Gruppe neu. Während des Krieges war er von 1944 bis 1945 in deutscher Kriegsgefangenschaft. 1949 trat er erstmals im lokalen Fernsehen auf, ein Jahr später unterzeichnete er bei dem Bama Label. Seine erste Platte dort, Birmingham Bounce, wird von einigen heutigen Kritikern als einer der ersten Rockabilly-Lieder gewertet. Der Titel, den Gunter selbst geschrieben hatte, wurde in der Version von Red Foley ein Hit.
1951 wechselte er zu den Decca Records, wo er mit dem Duett mit Roberta Lee Sixty Minute Man seinen ersten Erfolg verzeichnen konnte. Zwei Jahre später veröffentlichte er bei den MGM Records und bei den Sun Records seine drei bekanntesten Songs, Gonna Dance All Night, Fallen Angel und Juke Box, Help Me Find My Baby. Nach seinen relativ erfolgreichen Jahren Mitte der 1950er Jahre veröffentlichte er noch einige unbedeutende Singles, bis er sich 1964 aus dem Musikgeschäft komplett zurückzog und eine Versicherungsagentur gründete.
1996 reiste Gunter zum ersten Mal nach Europa, um auf dem International Rock ’n’ Roll / Rockabilly Meeting in München aufzutreten.

## Diskografie

### Singles
| Jahr | Titel | Plattenfirma          |
| ---- | --- | --------------------- |
| 1950 | Birmingham Bounce / How Can I Believe You Love Me | Bama Records          |
| 1950 | Gonna Dance All Night / Why Don’t You Show Me That You Care | Bama Records          |
| 1950 | My Bucket’s Been Fixed / The Little Things That You Do | Bullet Records        |
| 1951 | Boogie Woogie On A Saturday Night / I’ve Done Gone Hog Wild | Decca Records         |
| 1951 | Sixty Minute Man / Tennessee Blues (mit Roberta Lee) | Decca Records         |
| 1951 | Hesitation Boogie / If I Could Only Live My Dreams | Decca Records         |
| 1952 | Silver and Gold / Senator From Tennessee | Decca Records         |
| 1952 | Honky Tonk Baby / I’m Looking For Another You | Decca Records         |
| 1953 | Perfect Woman / You Played On My Piano | Decca Records         |
| 1953 | Where Have You Been / Like Lovers Do | MGM Records           |
| 1954 | Gonna Dance All Night / Fallen Angel | Sun Records           |
| 1954 | First Last And Always Game Of Love / I Won’t Tell Who’s To Blame | King Records          |
| 1955 | I’ll Give ‘Em Rhythm / I Put My Britches On Just Like Everybody Else | King Records          |
| 1956 | Juke Box, Help Me Find My Baby / Fiddle Bop | Cross Country Records |
| 1956 | Juke Box, Help Me Find My Baby / Fiddle Bop | Sun Records           |
| 1957 | Whoo! Mean Whee! / We Three | Emperor Records       |
| 1958 | Boppin To Grandfather’s Clock / Beggars Can’t Be Choosers | Island Records        |
| 1959 | Travelling / Jumping Mule | D Records             |
| 1959 | If You Want To Be A Queen / Is It Too Late | Cullman Records       |
| 1961 | Spring Has Sprung / The Summer | Gee Gee Records       |
| 1962 | Hillbilly Twist / As Long As You’re Happy | Emperor Records       |
| 1962 | Hillbilly Twist / As Long As You’re Happy | Starday Records       |
| 1958 | WWVA Jamboree Special (EP) - Rock-a-Bop Baby Hardrock Gunter - Birmingham Bounce Hardrock Gunter - Ida Red Rock Buddy Durham - You’re Just A Baby Buddy Durham - Gonna Be A Fire Bill Browning - Down In The Holler Where Sally Lives Bill Browning - Juke Boys, Play For Me The Cook Brothers - You Gotta Go The Cook Brothers | Island Records        |

### Alben
- I’ll Give ’Em Rhythm
- Boogie Woogie On A Saturday Night
- Gonna Rock’n’Roll
- Gonna Dance All Night